# Paweł Lewy
Paweł Lewy (ur. 1884, zm. w Łodzi) – polski architekt oraz inżynier. Autor modernistycznych projektów na terenie Łodzi.

## Życiorys
W 1910 skończył Wydział Architektury Politechniki w Dreźnie. Do 1934 był członkiem Łódzkiego Stowarzyszenia Architektów, w latach 1937-1939 członkiem Oddziału Łódzkiego Stowarzyszenia Architektów Polskich, a w 1931 zasiadał w Kolegium Sędziów i Sekretarzy ZSAP (1931).
Prowadził intensywną działalność przez cały okres międzywojenny, ale większość jego realizacji związana jest z okresem końca lat 30. XX wieku, gdy zaprojektował wiele kamienic określanych jako „luksusowe”, reprezentujące „styl 1937 roku”.
Jego bliskim współpracownikiem był architekt Henryk Lewinson, z którym prowadził w Łodzi przedsiębiorstwo budowlane „Lewinson i Lewy".
Data jego śmierci jest nieznana. Zginął w łódzkim getcie.

## Realizacje
Autor wielu projektów budynków na terenie Łodzi, m.in.:
- kamienica wielkomiejska Jakuba Lando przy pl. Komuny Paryskiej 3;
- willa Edwarda Hentschela przy ul. Wólczańska 17;
- kamienica Enderów przy ul. Mickiewicza 15 (1937);
- kamienica przy ul. Narutowicza 54;
- Kamienica Prusickiego i Bendera przy ulicy Narutowicza 93a[3];
- kamienica Judy Salomonowicza przy ul. Zielona 25-25a (1936-38)[4].